# Orocharis dominguensis
Orocharis dominguensis är en insektsart som beskrevs av Henri Saussure 1878. Orocharis dominguensis ingår i släktet Orocharis och familjen syrsor. Inga underarter finns listade i Catalogue of Life.